# هارولد رودس (صانع آلة موسيقية)
هارولد رودس (بالإنجليزية: Harold Rhodes)‏ هو مهندس وعازف بيانو ومخترِع أمريكي، ولد في 28 ديسمبر 1910 في سان فيرناندو في الولايات المتحدة، وتوفي في 17 ديسمبر 2000 في كانوغا بارك ‏ في الولايات المتحدة بسبب ذات الرئة.

## وصلات خارجية
- هارولد رودس على موقع ميوزك برينز (الإنجليزية)